# SIPS J1141-3624
SIPS J1141-3624是一顆位於半人馬座附近的紅矮星，距離地球約28.3光年。